# Dawn Swann
Dawn Roxanna Swann es un personaje ficticio de la serie de televisión británica EastEnders, que fue interpretado por la actriz Kara Tointon del 26 de septiembre de 2005 hasta el 27 de agosto de 2009.